# Joseph Wedderburn
Pour les articles homonymes, voir Wedderburn (homonymie).
Joseph Henry Maclagen Wedderburn (1882-1948) est un mathématicien écossais du XXe siècle.
Membre de la Royal Society, il avait commencé à 16 ans ses études à l’université d’Édimbourg. Ses travaux portent sur les structures algébriques et tout particulièrement la théorie des corps, dans laquelle il met en évidence des exemples de corps non commutatifs.
Son nom est attaché :
- au théorème de Wedderburn, selon lequel tout corps fini est commutatif, publié en 1905 ;
- au théorème d'Artin-Wedderburn sur les algèbres semi-simples.